# Strandvejbred
Strandvejbred (Plantago maritima), ofte skrevet strand-vejbred, er en næsten glat 10-30 cm høj urt med en grundstillet roset af blade. Den vokser på strandenge og stadig oftere også langs veje.

## Beskrivelse
Strandvejbred er en flerårig urt med en grundstillet roset af blade. De enkelte blade er linjeformede, kødfulde og helrandede eller undertiden fjernt tandede.
Blomstringen sker juli-september, og blomsterne er samlet i endestillede aks på særlige, oprette og trinde, svagt hårede stængler. Blomsterne er uanselige, men de store støvdragere er gule. Frugterne er kapsler med 2-4 frø i hver. De spirer villigt under de rette betingelser.
Rodnettet består af en kort pælerod med talrige, trævlede siderødder.
Højde x bredde og årlig tilvækst: 0,15 x 0,25 (15 x 25 cm/år), heri dog ikke medregnet de op til 30 cm høje blomsterskafter.

## Voksested
Strandvejbred er udbredt langs den nordlige halvkugles tempererede og arktiske kyster. Strandvejbred er en kosmopolitisk strandplante, og finder man den midt inde på kontinenterne, er det oftest ved saltkilder. Planten er tilpasset nicher, hvor evnen til at tåle høje koncentrationer af salt er afgørende.
I Danmark er den meget almindelig på strandenge og kan også ses langs veje, der bliver saltet kraftigt hver vinter.
På strandengene ved Ebeltoft færgehavn vokser den sammen med bl.a. strandkål, gul snerre, sankthansurt, sandhjælme og engelskgræs.

## Strandvejbred på Færøerne
Strandvejbred vokser meget almindeligt overalt på Færøerne. Den trives ved salt-påvirkning og findes derfor hyppigt på kystklipper, hvor der er kommet lidt løs jord, som den kan gro på. Desuden finder man den på strandenge og i kløfter inde i landet samt højt oppe i fjeldene.
| Portal | Portal:Botanik |